# Vlajka Podgorici

Vlajka Podgorice
Poměr stran: 1:2

Vlajka Podgorici, hlavního města Černé Hory, je tvořena bílým listem o poměru stran 1:2 se třemi vodorovnými, modrými proužky, horním lomeným.
Vlajka je inspirována štítem městského znaku. Dva spodní proužky symbolizují dvě starověká města poblíž Podgorice (Medun a Duklja), která představují založení současného města. Horní, lomený proužek představuje stylizaci všech rozeznatelných symbolů moderní Podgorice, které známe dnes (město Nemanja,[ujasnit] hodinovou věž, památník na vrchu Gorica, brány, mosty atd.), které jsou sloučeny do jedné, modré lomené čáry.

## Historie
Název Podgorica je používán od roku 1326. V letech 1946–1992 bylo město na počest bývalého jugoslávského maršála a prezidenta Josipa Broze Tita pojmenováno Titograd.
Vlajka Podgorici byla oficiálně přijata (společně s městským znakem) 30. března nebo 30. května 2006. Autorem vlajky (i znaku) byl architekt Srđan Marlović.